# 胡絜青
胡絜青（1905年12月23日—2001年5月21日）原名玉贞，笔名燕岸、胡春，满洲正红旗人，中华人民共和国女画家。

## 生平
1931年自北京师范大学国文系毕业。自幼喜爱文艺、绘画、书法。曾受画家汪采白（汪礼祁）、孙诵昭、杨仲子的影响。中华人民共和国成立后，专业从事绘画，在历届全国画展、书展都有作品参展，并且多次获奖。1958年受聘于北京中国画院，是一级美术师。历任中国画研究会常务理事、中国美术家协会会员、中国书法家协会会员、满族书画研究会会长、北京市文联顾问、中国画研究会顾问、北京中国花鸟画研究会顾问等。她是第二至五届北京市政协委员，第五、六、七届全国政协委员，第二至四届全国文代会代表。
2001年5月21日，胡絜青在北京和平里医院病逝，享年96岁。
2005年8月24日是胡絜青的丈夫老舍自杀身亡39周年忌日。2005年8月23日，其子舒乙在27年后再次开启父亲的骨灰盒，将老舍1966年文革受难时穿的一件血衣的残片放入盒中；同日即8月23日，老舍、胡絜青夫妇合葬在北京八宝山革命公墓一区的苍松翠柏下，该陵墓由舒乙设计。

## 家庭
- 丈夫：老舍